# 基希施蒂克湖

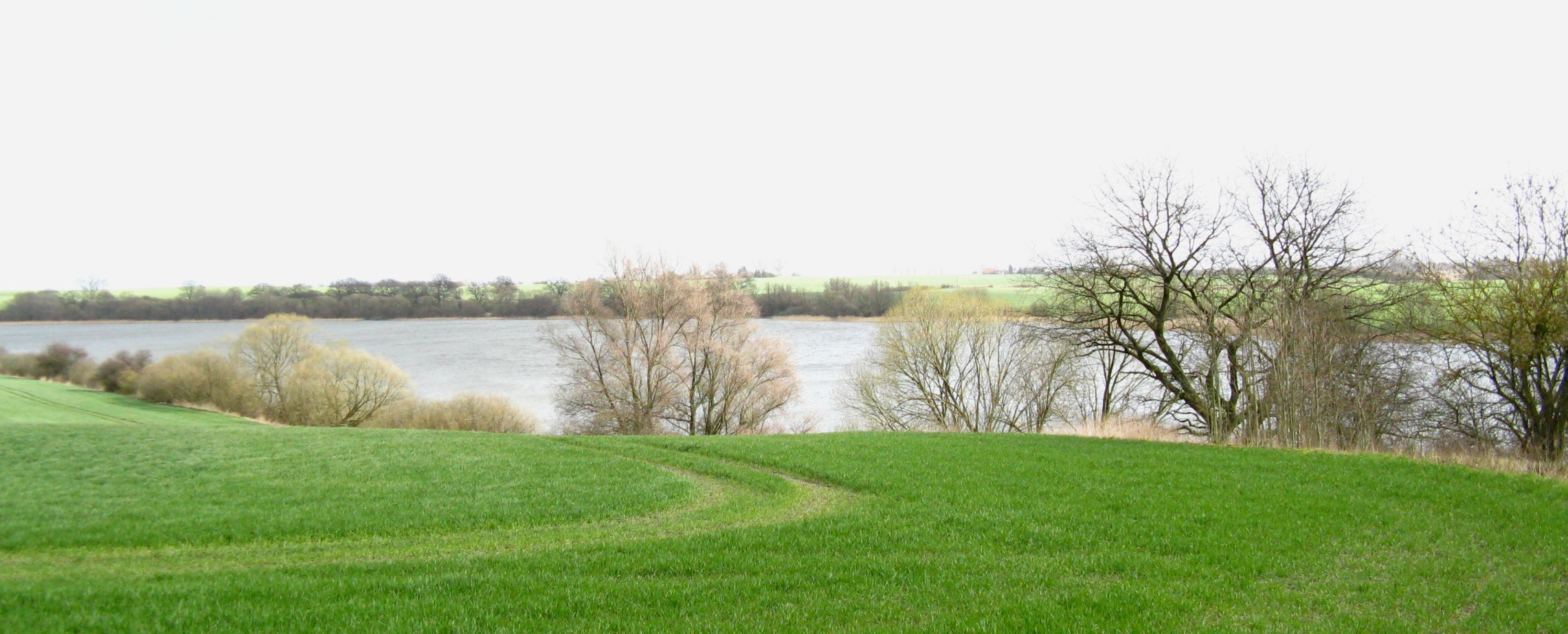

53°41′31″N 11°24′24″E / 53.69194°N 11.40667°E
基希施蒂克湖（德語：Kirchstücker See），是德國的湖泊，位於該國東北部，由梅克倫堡-前波美拉尼亞州負責管轄，處於西北梅克倫堡縣，長1.2公里、寬0.4公里，面積0.4平方公里，海拔高度40米。